# Pandémie de Covid-19 aux Samoa
La pandémie de Covid-19 aux Samoa démarre officiellement le 13 novembre 2020. À la date du 21 septembre 2022, le bilan est de 29 morts.

## Historique

### Premières mesures
Le 20 mars 2020, le gouvernement samoan ferme les frontières du pays à tous les étrangers, pour empêcher l'entrée du virus sur le territoire. Dans le même temps, il est interdit de s'assembler à plus de cinq en public, les personnes âgées de plus de 60 ans ont ordre de rester chez elles sauf pour motif médical, les transports publics sont suspendus et les restaurants, cinémas et boîtes de nuit sont fermés. Les restrictions sur les rassemblements publics sont partiellement levées en juin, mais les mesures de distanciation sociale demeurent obligatoires.

### Premiers cas
Le 18 novembre, un test mené sur un citoyen samoan rapatrié le 13 novembre se révèle positif. L'homme était arrivé sur un vol de près de 300 personnes rapatriées et son test avant le vol avait été négatif. Comme tous les passagers, il est en quarantaine préventive depuis son entrée dans le pays. Le 19 novembre, le Premier ministre Tuilaepa Sailele Malielegaoi, portant un masque sanitaire, s'adresse à ses compatriotes à la télévision pour les informer et les rassurer,.
Le 27 novembre un Samoan de 70 ans, revenu au pays depuis l'Australie sur ce même vol, se révèle contaminé par le virus, après des tests antérieurs négatifs. La quarantaine pour tous les autres passagers est alors prolongée de 14 jours.
Le 8 décembre, les deux hommes ne présentent plus de trace du virus, et ils sont autorisés à rentrer chez eux le 10 décembre.
Le 12 février 2021, un homme rapatrié des États-Unis se révèle à son arrivée atteint par le virus, ce qui est confirmé par un deuxième test le lendemain. Il est asymptomatique, en bonne santé, et maintenu en quarantaine.
Au 9 avril, cet homme est guéri et il n'y a plus aucun cas actif dans le pays.
Le 20 janvier 2022, 10 cas positif sont détectés ainsi qu'au Kiribati par l'arrivée de personnes contaminées d'Australie (aux Samoa) et des iles Fidji (au Kiribati).

## Statistiques

Nombre de cas aux Samoa depuis le début de l'épidémie.

Nombre de morts aux Samoa depuis le début de l'épidémie.